# Амалафеде (Салерно)
Амалафеде је насеље у Италији у округу Салерно, региону Кампанија.
Према процени из 2011. у насељу је живело 53 становника. Насеље се налази на надморској висини од 587 м.